# Bent Axen
Bent Axen (* 12. August 1925 in Kopenhagen; † 20. Mai 2010) war ein dänischer Jazzpianist, Theater- und Filmkomponist.

## Leben und Wirken
Axen spielte 1949/50 bei Ib Renard und war dann bis 1958 Mitglied der Band von Johnny Campbell und von Max Brüel, um dann im Orchester von Ib Glindemann zu arbeiten. 1960 gründete er ein eigenes Jazzquintett und begleitete im Trio von Erik Moseholm Gastsolisten wie Eric Dolphy. Zwischen 1961 und 1967 gehörte er zur Radiojazzgruppen von Danmarks Radio, für die er auch Kompositionen verfasste. Daneben trat er auch mit Don Byas auf. Anschließend war er als Theatermusiker und -komponist tätig, zunächst im Gladsaxe Teater, seit 1971 im Folketeatret. Daneben arbeitete er für Film und Fernsehen.
1960 wurde er als dänischer „Jazzmusiker des Jahres“ geehrt.

## Diskographische Hinweise
- Bent Axen Axen Trio, Quintet & Sextet (mit Frank Jensen, Bent Jædig, Allan Botschinsky,  Ole Laumann, Erik Molbach, Niels-Henning Ørsted Pedersen, Jørn Elniff, Finn Frederiksen; SteepleChase Records)

## Filmografie
- Mine tossede drenge (1961)
- Sekstet (1963)
- Sommerkrig (1965) [Musik]